# راوتاروکی
راوتاروکی (به فنلاندی: Rautaruukki) شرکت فلزات فنلاندی است، که در زمینه صنایع ساختمانی، ارائه خدمات مهندسی و تولید فلزات فعالیت می‌کند. دفتر مرکزی این شرکت در شهر هلسینکی قرار دارد.
شرکت راوتاروکی طیف وسیعی از محصولات را برای استفاده در صنایع مختلف عرضه می‌نماید، که از این‌ جمله می‌توان به؛ کابین و شاسی برای وسایل نقلیه و ماشین‌آلات سنگین، نورد ورق‌های فولادی، ورق‌های مورد استفاده در سقف و بام ساختمان‌ها و ساختار پل‌ها اشاره کرد.
شمار کارکنان این شرکت بیش از ۱۱ هزار نفر است، که در کشورهای حوزه بالتیک، اروپای شمالی، چین، روسیه، اوکراین، اروپای شرقی و مرکزی فعالیت می‌کنند. بخشی از سهام شرکت راوتاروکی در بازار بورس هلسینکی معامله می‌شود.